# London Book Fair
London Book Fair er en stor forlagsmesse afholdt årlig, normalt i april, i London i England. 

## Historie og udvikling
Messen voksede ud fra en bibliotekarmesse som blev kaldt Small and Specialist Publishers' Exhibition (SPEX) og som blev stiftet i 1971 av Clive Bingley og Lionel Leventhal i kælderen i et London-hotel. Den fik nyt navn i 1976 for at anerkende tilstedeværelsen af mer generelle forleggere.